# Mikaël (film)
Mikaël je německé němé filmové drama dánského režiséra Carla Theodora Dreyera z roku 1924, natočeného podle stejnojmenného románu dánského spisovatele Hermana Banga.

## Děj
Mikaël je mladý muž, jenž je svým mistrem Claudem Zoretem považován za netalentovaného. Mistr je nicméně přitahován krásou mladého muže a tak Mikäela využívá jako model pro své obrazy.
Když je Zoret jednoho dne žádán princeznou Zamikov, aby namaloval její portrét, jednoduše se mu nedaří zpracovat princeznin pohled. Tehdy se štětce chopí údajně netalentovaný Mikaël a několika tahy stvoří oči, jež udělají z obrazu mistrovské dílo.
Mezi mladým mužem a princeznou Zamikov vznikne láska, kvůli které je starý mistr zanechán sám sobě. Jako opuštěný a zlomený muž namaluje mistr své poslední dílo, které je i vzpomínkou na jeho vztah k Mikaëlovi. Mikaël se však nedostaví ani k smrtelnému loži mistra a ten umírá, řka, že může klidně umřít, protože jeho oči viděly pravou lásku.

## Hrají
| Walter Slezak        | Mikaël                      |
| Max Auzinger         | Jules, majordomus           |
| Nora Gregor          | princezna Lucia Zamikoff    |
| Robert Garrison      | Charles Switt, novinář      |
| Benjamin Christensen | Claude Zoret                |
| Dider Aslan          | vévoda de Monthieu          |
| Alexander Murski     | pan Adelsskjold             |
| Grete Mosheim        | Alice Adelsskjold           |
| Karl Freund          | LeBlanc, obchodník s uměním |
| Wilhelmine Sandrock  | vdova de Monthieu           |
| Mady Christians      | žena                        |

## Zajímavosti
- Románová předloha Hermana Banga byla zfilmována již roku 1916, kdy vznikl švédský snímek Vingarne Mauritze Stillera.